# Lista cărților Războiul stelelor
Aceasta este o listă de romane, nuvele și povestiri Star Wars. Începând cu apariția Star Wars Episode I: The Phantom Menace Lucasfilm a împărțit titlurile sale în diferite ere cu simboluri caracteristice. 
Pentru lista cărților grafice și a benzilor desenate Star Wars vezi Lista benzilor desenate Star Wars.  
Note
- (E) semnifică nuvele electronice, care pot fi găsite doar online sau în combinație cu alte cărți
- (A) semnifică că romanul este disponibil și audio, carte audio care poate fi găsită online sau în combinație cu alte cărți
- (Y) semnifică că este o carte pentru tineri, ceea ce înseamnă că este de obicei mai scurtă decât o carte Star Wars normală
- (BBY) & (ABY) semnifică că este Înainte / Before sau După /After Bătălia de la Yavin, bătălie care a avut loc la sfârșitul Star Wars Episode IV: A New Hope.

## Old Galactic Republic Era a.k.a. The Sith Era
Această epocă cuprinde povestiri care au loc cu 25 de mii - o mie de ani înainte de Star Wars Episode IV: A New Hope.

### Lost Tribe of the Sith
- Lost Tribe of the Sith: Precipice de John Jackson Miller (5000 BBY)  (E)
- Lost Tribe of the Sith: Skyborn de John Jackson Miller (5000 BBY)  (E)
- Lost Tribe of the Sith: Paragon de John Jackson Miller (4985 BBY)  (E)
- Lost Tribe of the Sith: Savior de John Jackson Miller (4975 BBY)  (E)
- Lost Tribe of the Sith: Purgatory de John Jackson Miller (3960 BBY)  (E)
- Lost Tribe of the Sith: Sentinel de John Jackson Miller (3960 BBY)  (E)
- Lost Tribe of the Sith: Pantheon de John Jackson Miller (3000 BBY)  (E)

### Mandorla
- Mandorla de Alex Irvine (3980 BBY) (Release September, 2012)

### The Old Republic
- The Old Republic: Revan de Drew Karpyshyn (3954 BBY)   (A)
- The Old Republic: Deceived de Paul S. Kemp (3653 BBY)  (A)
- The Old Republic: Fatal Alliance de Sean Williams (Sometime after 3643 BBY)  (A)

### Red Harvest
- Red Harvest de Joe Schreiber (3645 BBY)  (A)

### Knight Errant
- Knight Errant de John Jackson Miller (1032 BBY)

### Darth Bane
- Darth Bane: Path of Destruction de Drew Karpyshyn (1003-1000 BBY)  (A)
- Darth Bane: Rule of Two de Drew Karpyshyn (1000 BBY-990 BBY)  (A)
- Darth Bane: Dynasty of Evil de Drew Karpyshyn (980 BBY)

## Rise of the Empire Era
Această eră conține povestiri care au loc cu maxim 1000 de ani înainte de Star Wars Episode IV: A New Hope.

### Darth Plagueis
- Darth Plagueis de James Luceno (67 BBY) (Release 10 ianuarie 2012)

### Legacy of the Jedi
- Legacy of the Jedi de Jude Watson (88.5 BBY - 21.5 BBY) (Y)

### Jedi ApprenticeSeries
- The Rising Force de Dave Wolverton (45 BBY) (Y)
- The Dark Rival de Jude Watson (45 BBY) (Y)
- The Hidden Past de Jude Watson (44 BBY) (Y)
- The Mark of the Crown de Jude Watson (44 BBY) (Y)
- The Defenders of the Dead de Jude Watson (44 BBY) (Y)
- The Uncertain Path de Jude Watson (44 BBY) (Y)
- The Captive Temple de Jude Watson (44 BBY) (Y)
- The Day of Reckoning de Jude Watson (44 BBY) (Y)
- The Fight for Truth de Jude Watson (43 BBY) (Y)
- The Shattered Peace de Jude Watson (43 BBY) (Y)
- The Deadly Hunter de Jude Watson (43 BBY) (Y)
- The Evil Experiment de Jude Watson (43 BBY) (Y)
- The Dangerous Rescue de Jude Watson (43 BBY) (Y)
- The Ties That Bind de Jude Watson (41 BBY) (Y)
- The Death of Hope de Jude Watson (41 BBY) (Y)
- The Call to Vengeance de Jude Watson (41 BBY) (Y)
- The Only Witness de Jude Watson (41 BBY) (Y)
- The Threat Within de Jude Watson (40 BBY) (Y)
- Special Edition #1: Deceptions de Jude Watson (41 BBY - 29 BBY) (Y)
- Special Edition #2: The Followers de Jude Watson (40 BBY - 28 BBY) (Y)

### The Life and Legacy of Obi-Wan Kenobi
- The Life and Legacy of Obi-Wan Kenobi de Ryder Windham (44 BBY - 9 ABY) (Y)

### Secrets of the Jedi
- Secrets of the Jedi de Jude Watson (40 BBY - 21.5 BBY) (Y)

### The Rise and Fall of Darth Vader
- The Rise and Fall of Darth Vader de Ryder Windham (39 BBY - 4 ABY) (Y)

### Cloak of Deception
- Cloak of Deception de James Luceno (32.5 BBY) (A)

### Darth Maul
- Darth Maul: Saboteur de James Luceno (33 BBY) (E)
- Darth Maul: Shadow Hunter de Michael Reaves (32.5 BBY)  (A)

### The Phantom Menace (Episode I)
- Star Wars Episode I: The Phantom Menace de Terry Brooks (32 BBY) (A)
- Star Wars Episode I: The Phantom Menace de Patricia C. Wrede (32 BBY) (Y)
- Episode 1 Journal: Queen Amidala by Jude Watson (32 BBY) (Y)
- Episode 1 Journal: Anakin Skywalker by Todd Strasser (32 BBY) (Y)
- Episode 1 Journal: Darth Maul by Jude Watson (32 BBY) (Y)

### Rogue Planet
- Planeta adormită de Greg Bear (29 BBY)  (A)

### Jedi QuestSeries
- Path to Truth de Jude Watson (28 BBY) (Y)
- The Way of the Apprentice de Jude Watson (27 BBY) (Y)  (A)
- The Trail of the Jedi de Jude Watson (27 BBY) (Y)  (A)
- The Dangerous Games de Jude Watson (27 BBY) (Y)  (A)
- The Master of Disguise de Jude Watson (27 BBY) (Y)  (A)
- The School of Fear de Jude Watson (26 BBY) (Y)
- The Shadow Trap de Jude Watson (25 BBY) (Y)
- The Moment of Truth de Jude Watson (25 BBY) (Y)
- The Changing of the Guard de Jude Watson (24 BBY) (Y)
- The False Peace de Jude Watson (24 BBY) (Y)
- The Final Showdown de Jude Watson (24 BBY) (Y)

### Outbound Flight
- Outbound Flight de Timothy Zahn (27 BBY)  (A)

### The Approaching Storm
- The Approaching Storm de Alan Dean Foster (22.5 BBY)  (A)

### The Clone Wars

#### Attack of the Clones (Episode II)
- Star Wars Episode II: Attack of the Clones de R.A. Salvatore (22 BBY)
- Star Wars Episode II: Attack of the Clones de Patricia Wrede (22 BBY) (Y)

#### Boba Fett Series
- Boba Fett: The Fight to Survive de Terry Bisson (22 BBY) (Y)
- Boba Fett: Crossfire de Terry Bisson (22 BBY) (Y)
- Boba Fett: Maze of Deception de Elizabeth Hand (22 BBY) (Y)
- Boba Fett: Hunted de Elizabeth Hand (22 BBY) (Y)
- Boba Fett: A New Threat de Elizabeth Hand (19.5 BBY) (Y)
- Boba Fett: Pursuit de Elizabeth Hand (19.5 BBY) (Y)

#### Republic Commando Series
- Star Wars Republic Commando: Hard Contact de Karen Traviss (22 BBY)
- Star Wars Omega Squad: Targets de Karen Traviss (21 BBY) (E)
- Star Wars Republic Commando: Triple Zero de Karen Traviss (21 BBY)
- Star Wars Republic Commando: Odds de Karen Traviss (21 BBY) (E)
- Star Wars Republic Commando: True Colors de Karen Traviss (21 BBY)
- Star Wars Republic Commando: Order 66 de Karen Traviss (19 BBY)
- Star Wars Imperial Commando: 501st de Karen Traviss (19 BBY)

#### Clone WarsSeries
- Shatterpoint de Matthew Stover (21.5 BBY)   (A)
- The Cestus Deception de Steven Barnes (21 BBY)  (A)
- The Hive de Steven Barnes (21 BBY) (E)  (A)
- MedStar I: Battle Surgeons de Michael Reaves & Steve Perry (20 BBY) (A)
- MedStar II: Jedi Healer de Michael Reaves & Steve Perry (20 BBY) (A)
- Jedi Trial de David Sherman & Dan Cragg (19.5 BBY) (A)
- Yoda: Dark Rendezvous de Sean Stewart (19.5 BBY) (A)

#### Star Wars: The Clone Wars
- The Clone Wars de Karen Traviss (21 BBY) (A)
- Wild Space de Karen Miller (21 BBY) (A)
- No Prisoners de Karen Traviss (21 BBY) (A)
- Gambit: Stealth de Karen Miller (21 BBY) (A)
- Gambit: Siege de Karen Miller (21 BBY) (A)

### Revenge of the Sith (Episode III)
- Labyrinth of Evil de James Luceno (19 BBY) (A)
- Star Wars Episode III: Revenge of the Sith de Matthew Stover (19 BBY) (A)
- Star Wars Episode III: Revenge of the Sith de Patricia Wrede (19 BBY) (Y)
- Dark Lord: The Rise of Darth Vader de James Luceno (19 BBY) (A)

### Coruscant Nights
- Jedi Twilight de Michael Reaves (19 BBY)
- Street of Shadows de Michael Reaves (19 BBY)
- Patterns of Force de Michael Reaves (19 BBY)

### The Last of the Jedi
- The Last One Standing de Jude Watson (18 BBY) (Y) (E)
- The Desperate Mission de Jude Watson (18 BBY) (Y)
- Dark Warning de Jude Watson (18 BBY) (Y)
- Underworld de Jude Watson (18 BBY) (Y)
- Death on Naboo de Jude Watson (18 BBY) (Y)
- A Tangled Web de Jude Watson (18 BBY) (Y)
- Return of the Dark Side de Jude Watson (18 BBY) (Y)
- Secret Weapon de Jude Watson (18 BBY) (Y)
- Against The Empire de Jude Watson (18 BBY) (Y)
- Master of Deception de Jude Watson (18 BBY) (Y)
- Reckoning de Jude Watson (18 BBY) (Y)

### The Han Solo Trilogy
- The Paradise Snare de A.C. Crispin (10 BBY) (A)
  - Capcana Paradisului, Ed. Amaltea
- The Hutt Gambit de A.C. Crispin (5-4 BBY) (A)
- Rebel Dawn de A.C. Crispin (3-0 BBY) (A)

### The Adventures of Lando Calrissian
- Lando Calrissian and the Mindharp of Sharu de L. Neil Smith (4 BBY)
- Lando Calrissian and the Flamewind of Oseon de L. Neil Smith (4 BBY)
- Lando Calrissian and the Starcave of ThonBoka de L. Neil Smith (3 BBY)

### The Force Unleashed
- The Force Unleashed de Sean Williams (3-2 BBY)  (A)
- The Force Unleashed II de Sean Williams (1 BBY) (A)

### The Han Solo Adventures
- Han Solo at Stars' End de Brian Daley (2 BBY)
- Han Solo's Revenge de Brian Daley (2 BBY)
- Han Solo and the Lost Legacy de Brian Daley (2 BBY)

### Shadow Games
- Shadow Games de Michael Reaves and Maya Kaathryn Bohnhoff (2 BBY)

### Death Troopers
- Death Troopers de Joe Schreiber (1 BBY) (A)

### Death Star
- Death Star de Michael Reaves & Steve Perry (1 BBY - 0 BBY)

### Dark Forces
- Dark Forces: Soldier for the Empire de William C. Dietz (0 ABY) (Y)  (A)
- Dark Forces: Rebel Agent de William C. Dietz (5 ABY) (Y)  (A)
- Dark Forces: Jedi Knight de William C. Dietz (5 ABY) (Y)  (A)

## Rebellion Era
This era contains stories taking place within five years after the events of Star Wars Episode IV: A New Hope.

### A New Hope (Episode IV)
- Star Wars: From the Adventures of Luke Skywalker (Star Wars Episode IV: A New Hope) by Alan Dean Foster & George Lucas (0 BBY)
- Star Wars Episode IV: A New Hope de Ryder Windham (0 BBY) (Y)  (A)

### Hand of Judgement
- Allegiance de Timothy Zahn (0.5 ABY)
- Choices of One de Timothy Zahn (0.8 ABY)

### Galaxy of Fear
1. Eaten Alive de John Whitman (0.5 ABY) (Y)
2. City of the Dead de John Whitman (0.5 ABY) (Y)
3. Planet Plague de John Whitman (0.5 ABY) (Y)
4. The Nightmare Machine de John Whitman (0.5 ABY)  (Y)
5. Ghost of the Jedi de John Whitman (0.5 ABY) (Y)
6. Army of Terror de John Whitman (0.5 ABY) (Y)
7. The Brain Spiders de John Whitman (0.5 ABY) (Y)
8. The Swarm de John Whitman (0.5 ABY) (Y)
9. Spore de John Whitman (0.5 ABY) (Y)
10. The Doomsday Ship de John Whitman (0.5 ABY) (Y)
11. Clones de John Whitman (0.5 ABY) (Y)
12. The Hunger de John Whitman (0.5 ABY) (Y)

### Star Wars Galaxies
- Star Wars Galaxies: The Ruins of Dantooine by Voronica Whitney-Robinson & Haden Blackman (1 ABY)

### Splinter of the Mind's Eye
- Splinter of the Mind's Eye de Alan Dean Foster (2 ABY)  (A)

### Rebel Force
- Rebel Force: Target de Alex Wheeler (0 ABY) (Y)
- Rebel Force: Hostage de Alex Wheeler (0 ABY) (Y)
- Rebel Force: Renegade de Alex Wheeler (0 ABY) (Y)
- Rebel Force: Firefight de Alex Wheeler (.5 ABY) (Y)
- Rebel Force: Trapped de Alex Wheeler (.5 ABY) (Y)
- Rebel Force: Uprising de Alex Wheeler (1 ABY) (Y)

### The Empire Strikes Back (Episode V)
- Star Wars Episode V: The Empire Strikes Back de Donald F. Glut (3 ABY)
- Star Wars Episode V: The Empire Strikes Back de Ryder Windham (3 ABY) (Y)

### Shadows of the Empire
- Shadows of the Empire de Steve Perry (3.5 ABY)  (A)

### Return of the Jedi (Episode VI)
- Star Wars Episode VI: Return of the Jedi de James Kahn (4 ABY)  (A)
- Star Wars Episode VI: Return of the Jedi de Ryder Windham (4 ABY) (Y)

### The Bounty Hunter Wars
- The Mandalorian Armor de K.W. Jeter (0-4 ABY)  (A)
- Slave Ship de K.W. Jeter (0-4 ABY)  (A)
- Hard Merchandise de K.W. Jeter (0-4 ABY)  (A)

### The Truce at Bakura
- The Truce at Bakura de Kathy Tyers (4 ABY)  (A)

## New Republic Era
This era takes place from five to twenty-five years after Star Wars Episode IV: A New Hope.

### Jedi Prince
Due to much later books colliding with this series, much of this series has had to be retconned but still part of the Star Wars continuity.
- The Glove of Darth Vader de Paul & Hollace Davids (5 ABY) (Y)
- The Lost City of the Jedi de Paul & Hollace Davids (5 ABY) (Y)
- Zorba the Hutt's Revenge de Paul & Hollace Davids (5 ABY) (Y)
- Mission from Mount Yoda de Paul & Hollace Davids (5 ABY) (Y)
- Queen of the Empire de Paul & Hollace Davids (5 ABY) (Y)
- Prophets of the Dark Side de Paul & Hollace Davids (5 ABY) (Y)

### Luke Skywalker and the Shadows of Mindor
- Luke Skywalker and the Shadows of Mindor de Matthew Stover (5.5 ABY)

### X-wingseries
- Rogue Squadron de Michael Stackpole (6.5 ABY)  (A)
- Wedge's Gamble de Michael Stackpole (6.5 ABY)  (A)
- The Krytos Trap de Michael Stackpole (7 ABY)  (A)
- The Bacta War de Michael Stackpole (7 ABY)  (A)
- Wraith Squadron de Aaron Allston (7 ABY)  (A)
- Iron Fist de Aaron Allston (7.5 ABY)  (A)
- Solo Command de Aaron Allston (7.5 ABY)  (A)
- Isard's Revenge de Michael Stackpole (9 ABY)  (A)
- Starfighters of Adumar de Aaron Allston (12-13 ABY)  (A)

### The Courtship of Princess Leia
- The Courtship of Princess Leia de Dave Wolverton (8 ABY)  (A)

### A Forest Apart
- A Forest Apart de Troy Denning (8 ABY) (E)

### Tatooine Ghost
- Tatooine Ghost de Troy Denning (8 ABY)  (A)

### The Thrawn Trilogy
- Heir to the Empire de Timothy Zahn (9 ABY) (A)
- Dark Force Rising de Timothy Zahn (9 ABY) (A)
- The Last Command de Timothy Zahn (9 ABY) (A)

### The Jedi Academy Trilogy
- Jedi Search de Kevin J. Anderson (11 ABY)  (A)
- Dark Apprentice de Kevin J. Anderson (11 ABY) (A)
- Champions of the Force de Kevin J. Anderson (11 ABY)  (A)

### I, Jedi
- I, Jedi de Michael Stackpole (11 ABY) (A)

### Callista Trilogy
- Children of the Jedi de Barbara Hambly (12-13 ABY) (A)
- Darksaber de Kevin J. Anderson (12-13 ABY) (A)
- Planet of Twilight de Barbara Hambly (12-13 ABY) (A)

### The Crystal Star
- The Crystal Star de Vonda McIntyre (14 ABY) (A)

### The Black Fleet Crisis Trilogy
- Before the Storm de Michael P. Kube-McDowell (16 ABY) (A)
- Shield of Lies de Michael P. Kube-McDowell (16 ABY) (A)
- Tyrant's Test de Michael P. Kube-McDowell (16 ABY) (A)

### The New Rebellion
- The New Rebellion de Kristine Kathryn Rusch (17 ABY) (A)

### The Corellian Trilogy
- Ambush at Corellia de Roger MacBride Allen (18 ABY) (A)
- Assault at Selonia de Roger MacBride Allen (18 ABY) (A)
- Showdown at Centerpoint de Roger MacBride Allen (18 ABY) (A)

### The Hand of Thrawn Duology
- Specter of the Past de Timothy Zahn (19 ABY) (A)
- Vision of the Future de Timothy Zahn (19 ABY) (A)

### Scourge
- Scourge de Jeff Grubb (19 ABY) 24 April 2012

### Survivor's Quest
- Fool's Bargain de Timothy Zahn (22 ABY) (E)
- Survivor's Quest de Timothy Zahn (22 ABY)  (A)

### Junior Jedi Knights Series
- The Golden Globe de Nancy Richardson (22 ABY)  (Y)
- Lyric's World de Nancy Richardson (22 ABY) (Y)
- Promises de Nancy Richardson (22 ABY) (Y)
- Anakin's Quest de Rebecca Moesta (22 ABY) (Y)
- Vader's Fortress de Rebecca Moesta (22 ABY) (Y)
- Kenobi's Blade de Rebecca Moesta (22 ABY) (Y)

### Young Jedi KnightsSeries
- Heirs of the Force de Kevin J. Anderson & Rebecca Moesta (23-24 ABY) (Y)
- Shadow Academy de Kevin J. Anderson & Rebecca Moesta (23-24 ABY) (Y)
- The Lost Ones de Kevin J. Anderson & Rebecca Moesta (23-24 ABY) (Y)
- Lightsabers de Kevin J. Anderson & Rebecca Moesta (23-24 ABY) (Y)
- Darkest Knight de Kevin J. Anderson & Rebecca Moesta (23-24 ABY) (Y)
- Jedi Under Siege de Kevin J. Anderson & Rebecca Moesta (23-24 ABY) (Y)
- Shards of Alderaan de Kevin J. Anderson & Rebecca Moesta (23-24 ABY)  (Y)
- Diversity Alliance de Kevin J. Anderson & Rebecca Moesta (23-24 ABY)  (Y)
- Delusions of Grandeur de Kevin J. Anderson & Rebecca Moesta (23-24 ABY)  (Y)
- Jedi Bounty de Kevin J. Anderson & Rebecca Moesta (23-24 ABY)  (Y)
- The Emperor's Plague de Kevin J. Anderson & Rebecca Moesta (23-24 ABY)  (Y)
- Return to Ord Mantell de Kevin J. Anderson & Rebecca Moesta (23-24 ABY)  (Y)
- Trouble on Cloud City de Kevin J. Anderson & Rebecca Moesta (23-24 ABY)  (Y)
- Crisis at Crystal Reef de Kevin J. Anderson & Rebecca Moesta (23-24 ABY)  (Y)
- Jedi Shadow (Omnibus - Heirs of the Force, Shadow Academy & The Lost Ones) de Kevin J. Anderson & Rebecca Moesta (23-24 ABY)  (Y)
- Jedi Sunrise (Omnibus - Lightsabers, Darkest Knight, & Jedi Under Siege) de Kevin J. Anderson & Rebecca Moesta (23-24 ABY)  (Y)
- Under Black Sun (Omnibus - Return to Ord Mantell, Trouble On Cloud City, & Crisis at Crystal Reef) de Kevin J. Anderson & Rebecca Moesta (23-24 ABY)  (Y)

## New Jedi Order Era
This era takes place within 25 to 39 years after Star Wars Episode IV: A New Hope.

### A Practical Man
- Boba Fett: A Practical Man de Karen Traviss (25 ABY) (E)

### The New Jedi Order
- Vector Prime de R.A. Salvatore (25 ABY)(A)
- Dark Tide I: Onslaught de Michael Stackpole (25 ABY) (A)
- Dark Tide II: Ruin de Michael Stackpole (25 ABY) (A)
- Agents of Chaos I: Hero's Trial de James Luceno (25 ABY) (A)
- Agents of Chaos II: Jedi Eclipse de James Luceno (25 ABY) (A)
- Balance Point de Kathy Tyers (26 ABY) (A)
- Recovery de Troy Denning (26 ABY) (E)
- Edge of Victory I: Conquest de Greg Keyes (26 ABY) (A)
- Edge of Victory II: Rebirth de Greg Keyes (27 ABY) (A)
- Star by Star de Troy Denning (27 ABY) (A)
- Dark Journey de Elaine Cunningham (27 ABY) (A)
- Enemy Lines I: Rebel Dream de Aaron Allston (27 ABY) (A)
- Enemy Lines II: Rebel Stand de Aaron Allston (27 ABY)(A)
- Traitor de Matthew Stover (27 ABY) (A)
- Destiny's Way de Walter Jon Williams (28 ABY) (A)
- Ylesia de Walter Jon Williams (28 ABY) (E)
- Force Heretic I: Remnant de Sean Williams & Shane Dix (28 ABY) (A)
- Force Heretic II: Refugee de Sean Williams & Shane Dix (28 ABY) (A)
- Force Heretic III: Reunion de Sean Williams & Shane Dix (28 ABY) (A)
- The Final Prophecy de Greg Keyes (28 ABY) (A)
- The Unifying Force de James Luceno (29 ABY) (A)

### The Dark Nest Trilogy
- The Joiner King de Troy Denning (35 ABY) (A)
- The Unseen Queen de Troy Denning (36 ABY) (A)
- The Swarm War de Troy Denning (36 ABY) (A)

## Legacy Era
This era takes place 40+ years after Star Wars Episode IV: A New Hope.

### Legacy of the Force
- Betrayal de Aaron Allston (40 ABY) (A)
- Bloodlines de Karen Traviss (40 ABY) (A)
- Tempest de Troy Denning (40 ABY) (A)
- Exile de Aaron Allston (40 ABY) (A)
- Sacrifice de Karen Traviss (40 ABY )(A)
- Inferno de Troy Denning (40 ABY )(A)
- Fury de Aaron Allston (40 ABY) (A)
- Revelation de Karen Traviss (40 ABY) (A)
- Invincible de Troy Denning (41 ABY) (A)

### Crosscurrent
- Crosscurrent de Paul S. Kemp (41 ABY)
- Riptide de Paul S. Kemp (41 ABY)

### Millennium Falcon
- Millennium Falcon de James Luceno (43 ABY) (A)

### Fate of the Jedi
- Outcast de Aaron Allston (43.5 ABY) (A)
- Omen de Christie Golden (43.5 ABY) (A)
- Abyss de Troy Denning (43.5 ABY) (A)
- Backlash de Aaron Allston (44 ABY) (A)
- Allies de Christie Golden (44 ABY) (A)
- Vortex de Troy Denning (44 ABY) (A)
- Conviction de Aaron Allston (44.5 ABY) (A)
- Ascension de Christie Golden (44.5 ABY) (A)
- Apocalypse de Troy Denning (44.5 ABY) (A) (Release March 13 2012)

## Short story anthologies
These books contain short Star Wars stories from several notable Science fiction authors with stories that span different timelines.
- Tales from the Mos Eisley Cantina edited by Kevin J. Anderson (0-3 ABY)
- Tales of the Bounty Hunters edited by Kevin J. Anderson (3 ABY)
- Tales from Jabba's Palace edited by Kevin J. Anderson (4 ABY)
- Tales from the Empire edited by Peter Schweighofer (Various) (4 ABY)
- Tales from the New Republic edited by Peter Schweighofer and Craig Carey (Various) (4 ABY)
- Star Wars Adventure Journal volumes 1-15 (various editors, various points along timeline)

## Cancelled books

### Old Republic Era
- Untitled Old Republic era novel de Elizabeth Hand

### Rise of the Empire Era
- Imperial Commando 2 de Karen Traviss (19 BBY)

### The New Jedi Order Era
- Dark Tide: Siege de Michael Stackpole (25 ABY)
- Knightfall I: Jedi Storm de Michael Jan Friedman (26 ABY)
- Knightfall II: Jedi Blood de Michael Jan Friedman (26 ABY)
- Knightfall III: Jedi Fire de Michael Jan Friedman (26 ABY)

### Legacy Era
- Blood Oath de Elaine Cunningham (41 ABY)
- Untitled Boba Fett novel de Karen Traviss (Post-43 ABY)

### George Lucas's Monsters and Aliens
- Alien Exodus de Robert J. Sawyer (25,053 BBY)
- George Lucas's Monsters and Aliens, Volume 2 de Robert J. Sawyer (25,053 BBY)
- George Lucas's Monsters and Aliens, Volume 3 de Robert J. Sawyer (25,053 BBY)

### Other books
- Escape from Dagu de William C. Dietz

## Reference books

### A Guide to the Star Wars Universe
- A Guide to the Star Wars Universe compiled by Raymond L. Velasco
- A Guide to the Star Wars Universe, 2nd Edition compiled by Bill Slavicsek
- A Guide to the Star Wars Universe, 3rd Edition compiled by Bill Slavicsek

### Visual Dictionaries
- The Visual Dictionary of Star Wars, Episode I de David West Reynolds
- The Visual Dictionary of Star Wars, Episode II de David West Reynolds
- The Visual Dictionary of Star Wars, Episode III de James Luceno
- The Visual Dictionary of Star Wars, Episodes IV, V, and VI de David West Reynolds
- The Complete Visual Dictionary of Star Wars

### The Making of the Films
- The Making of Star Wars, Episode I, The Phantom Menace de Laurent Bouzereau and Jody Duncan
- Mythmaking: Behind the Scenes of Star Wars: Episode II: Attack of the Clones de Jody Duncan
- The Making of Star Wars: Revenge of the Sith de Jonathan W. Rinzler
- The Making of Star Wars: The Definitive Story behind the Original Film de Jonathan W. Rinzler
- The Making of Star Wars: The Empire Strikes Back de Jonathan W. Rinzler
- Once Upon A Galaxy: The Journal of the Making of the Empire Strikes Back de Alan Arnold

### The Art of the Films
- The Art of Star Wars: Episode I: The Phantom Menace de Jonathan Bresman
- The Art of Star Wars: Episode II: Attack of the Clones de Mark Vaz
- The Art of Star Wars: Episode III: Revenge of the Sith de Jonathan W. Rinzler
- The Art of Star Wars: Episode IV: A New Hope de Carol Titelman
- The Art of Star Wars: Episode V: The Empire Strikes Back de Deborah Call
- The Art of Star Wars: Episode VI: Return of the Jedi de Carol Titelman

### The Incredible Cross-Sections
- Incredible Cross-Sections of Star Wars, Episode I: The Phantom Menace de David West Reynolds
- Incredible Cross-Sections of Star Wars, Episode II: Attack of the Clones de Curtis Saxton
- Incredible Cross-Sections of Star Wars, Episode III: Revenge of the Sith de Curtis Saxton
- Incredible Cross-Sections of Star Wars, Episodes IV, V, and VI by David West Reynolds
- Star Wars Complete Cross-Sections by David Reynolds and Curtis Saxton

### Inside the Worlds
- Inside the Worlds of Star Wars, Episode I - The Phantom Menace: The Complete Guide to the Incredible Locations de Kristen Lund
- Inside the Worlds of Star Wars, Episode II - Attack of the Clones: The Complete Guide to the Incredible Locations de Simon Beecroft
- Inside the Worlds of Star Wars, Episodes IV, V, & VI: The Complete Guide to the Incredible Locations de James Luceno
- The Complete Locations of Star Wars: Inside the Worlds of the Entire Star Wars Saga de Kristin Lund, Simon Beecroft, Kerrie Dougherty, and James Luceno

### Essential Guides
- The Essential Chronology (2000) by Kevin J. Anderson and Daniel Wallace
- The New Essential Chronology (2005) by Daniel Wallace
- The Essential Guide to Alien Species (2001) by Ann Margaret Lewis
- The New Essential Guide to Alien Species (2006) by Ann Margaret Lewis
- The Essential Guide to Characters (1995) by Andy Mangels
- The New Essential Guide to Characters (2002) by Daniel Wallace
- The Essential Guide to Droids (1999) by Daniel Wallace
- The New Essential Guide to Droids (2006) by Daniel Wallace
- The Essential Guide to Planets and Moons (1998) by Daniel Wallace
- The Essential Guide to Weapons and Technology (1997) by Bill Smith
- The New Essential Guide to Weapons and Technology (2004) by Haden Blackman
- The Essential Guide to Vehicles and Vessels (1996) by Bill Smith
- The New Essential Guide to Vehicles and Vessels (2003) by Haden Blackman
- Jedi vs. Sith: The Essential Guide to the Force de Ryder Windham
- Star Wars: The Comics Companion TPB (2006) by Daniel Wallace
- The Essential Atlas (18 august 2009) by Daniel Wallace and Jason Fry

### Technical Journal
- Planet Tatooine Technical Journal
- Imperial Forces Technical Journal
- Rebel Forces Technical Journal
- Star Wars Technical Journal (compiling the above)

### Miscellaneous Reference Works
- Creating the Worlds of Star Wars: 365 Days de John Knoll
- Dressing a Galaxy: The Costumes of Star Wars de Trish Biggar
- From Star Wars to Indiana Jones: The Best of the Lucasfilm Archives de Mark Cotta
- The Illustrated Star Wars Universe de Kevin J. Anderson and Ralph McQuarrie
- Monsters and Aliens from George Lucas de Bob Carrau
- Sculpting a Galaxy de Lorne Peterson
- The Secrets of Star Wars: Shadows of the Empire de Mark Vaz
- Star Wars: The Action Figure Archive de Stephen J. Sansweet
- Star Wars Chronicles de Deborah Fine
- Star Wars Chronicles: The Prequels de Stephen J. Sansweet
- Star Wars Comics Companion de Ryder Windham and Daniel Wallace
- Star Wars Encyclopedia by  Stephen J. Sansweet
- Star Wars Scrapbook: The Essential Collection by Stephen J. Sansweet
- Star Wars: From Concept to Screen to Collectible de Stephen J. Sansweet
- Star Wars: The Magic of Myth de Mary Henderson
- Star Wars Poster Book de Stephen J. Sansweet
- Star Wars: The Power of Myth
- Star Wars: The Ultimate Visual Guide de Ryder Windham
- The Star Wars Vault de Stephen J. Sansweet
- Star Wars: A Pop-Up Guide to the Galaxy by Matthew Reinhart
- Star Wars: Return of the Jedi: The Storybook based on the Movie Adaptation by Joan D. Vinge
- The Empire Strikes Back Notebook edited by Diana Attias and Lindsay Smith
- The Quotable Star Wars compiled by Stephen J. Sansweet

### Essays and commentary
- A Galaxy Not So Far Away: Writers and Artists on Twenty-five Years of Star Wars de Glenn Kenny, editor.

## Roleplaying gamebooks

### Saga Edition
- Star Wars Roleplaying Game: Saga Edition[1]
- Starships of the Galaxy (Saga Edition)[2]
- Star Wars Gamemaster Screen[3]
- Threats of the Galaxy[4]
- Knights of the Old Republic Campaign Guide[5]
- Force Unleashed Campaign Guide[6]
- Scum and Villainy[7]
- The Clone Wars Campaign Guide[8]
- Legacy Era Campaign Guide[9]
- Jedi Academy Training Manual[10]
- Rebellion Era Campaign Guide[11]
- Galaxy At War[12]
- Scavenger's Guide to Droids[13]
- Galaxy of Intrigue[14]
- The Unknown Regions[15]

#### The Clone Wars: Decide Your Destiny Series
- The Clone Wars: Tethan Battle Adventure de Sue Behrent (22 BBY) (Y)
- The Clone Wars: Crisis on Coruscant de Jonathan Green (22 BBY) (Y)
- The Clone Wars: Dooku's Secret Army de Sue Behrent (22 BBY) (Y)
- The Clone Wars: The Way of the Jedi de Jake T. Ford (21 BBY) (Y)
- The Clone Wars: The Lost Legion de Tracey West (21 BBY) (Y)

### Previous Editions
- Star Wars : The Roleplaying Game, 1st Ed. 1987, West End Games de Greg Costikyan--Game Designer, Various Others
- Star Wars : Sourcebook, 1st Ed. 1987, West End Games de Bill Slavicsek & Curtis Smith
- Star Wars : The Dark Side Sourcebook, 2001 de Bill Slavicsek & JD Wiker

### The Lost Jedi (0 BBY - 2 ABY)
- Jedi Dawn de Paul Cockburn (0 BBY)
- The Bounty Hunter de Paul Cockburn (2 ABY)

## Autori
This is a list of Star Wars authors. It covers those who have authored novels, short stories, and the screenplays for the films themselves.

### Autori de scenarii de film
- Leigh Brackett
- Jonathan Hales
- Lawrence Kasdan
- George Lucas

## = Autori de romane și povestiri
| - Roger McBride Allen - Aaron Allston - John Alvin - Kevin J. Anderson - Steven Barnes - Greg Bear - Terry Brooks - Craig Carey - Chris Cassidy - Marc Cerasini - Dan Cragg - A. C. Crispin - Elaine Cunningham - Aaron Curtis - Brian Daley - Cathal Danaher - Hollace Davids - Paul Davids - Troy Denning - William C. Dietz - Shane Dix - Dave Dorman - Tommy Lee Edwards - Graham Fontes - Ron Fontes - Alan Dean Foster | - Donald F. Glut - Christopher Golden - Barbara Hambly - Elizabeth Hand - Rich Handley - Patty Jackson - K. W. Jeter - Drew Karpyshyn - Greg Keyes - Monica Kulling - James Luceno - Michael P. Kube-McDowell - Vonda McIntyre - Ralph McQuarrie - Steve Miller - Rebecca Moesta - Christopher Moroney - Charlene Newcomb - Tish Eggleston Pahl - John Peel - Steve Perry - Michael Reaves - Nancy Richardson - Voronica Whitney-Robinson - Kristine Kathryn Rusch | - R. A. Salvatore - Peter Schweighofer - David Sherman - A. L. Singer - Bill Slavicsek - L. Neil Smith - Michael A. Stackpole - Sean Stewart - Matthew Stover - Todd Strasser - Karen Traviss - Chris Trevas - Ezra Tucker - Kathy Tyers - Boris Vallejo - Graham Mcsweyn - Daniel Wallace - Jude Watson - John Whitman - Ryder Windham - Dean Williams - Sean Williams - Walter Jon Williams - Dave Wolverton - Timothy Zahn |